# هینرسچید
هینرسچید (به لاتین: Heinerscheid) یک منطقهٔ مسکونی در لوکزامبورگ است که در کلروو (کانتون) واقع شده‌است.